# 奥利维亚·卡波
奥利维亚·卡波（英語：Olivia Culpo，1992年5月8日—）出生于美国罗德岛州克兰斯顿，为美国女大学生，2012年年度“美国小姐”称号得主。

## 生平
1992年，卡波出生在美国罗德岛州克兰斯顿，她是彼得和苏珊·卡波的女儿，父母都是音乐家。
卡波是罗德岛爱乐青年管弦乐团的成员，她擅长大提琴。
目前，卡波在就读波士顿大学二年级读书。

## 荣誉
2012年，卡波荣获“2012年美国小姐”，马里兰州小姐娜娜·梅里韦瑟（Nana Meriwhether）是亚军，第三名是俄亥俄小姐奥黛丽·博尔特（Audrey Bolte）。

## 選美記錄

### 羅德島州小姐
卡波於2011年9月18日成為美國羅德島州小姐。

### 美國小姐
卡波於2012年6月3日代表羅德島州參加第61屆美國小姐，代表羅德島州取得冠軍，成為第61屆美國小姐。

### 環球小姐
卡波於2012年12月19日代表美國參加第61屆環球小姐比賽，榮獲第１名。